# کتاب انیانی
کتاب انیانی یا کتابا اد انیانی (مندایی: ࡊࡕࡀࡁࡀ ࡖࡏࡍࡉࡀࡍࡉࡀ) یا کتاب نماز از متون مقدس و آئینی مندائیان می‌باشد. در این کتاب نمازهای روزانه مندائی نوشته شده‌است. همچنین این کتاب به بیان آداب طهارت و وضو نیز می‌پردازد. کتاب انیانی که به خط و زبان مندائی نو می‌باشد در سال ۱۹۵۹ توسط لیدی دارور به زبان انگلیسی ترجمه شد.
کتاب انیانی یا کتاب نماز با برگردان شیخ سالم چحیلی و مقدمه مسعود فروزنده در ایران به چاپ رسید.